# Bảng Virginia

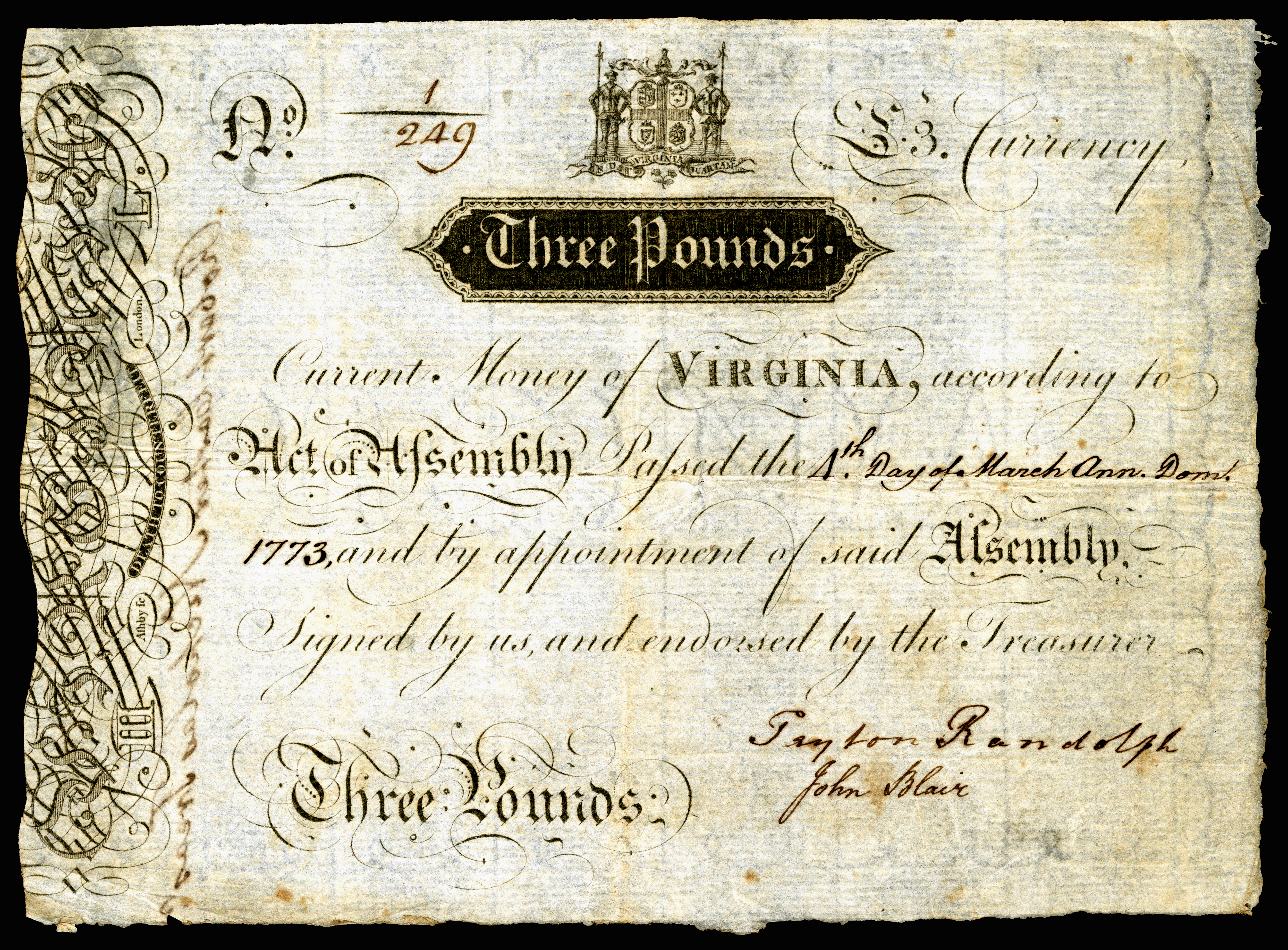
A £3 Tiền giấy thuộc địa từ Thuộc địa Virginia. Được ký bởi Peyton Randolph và John Blair Jr.

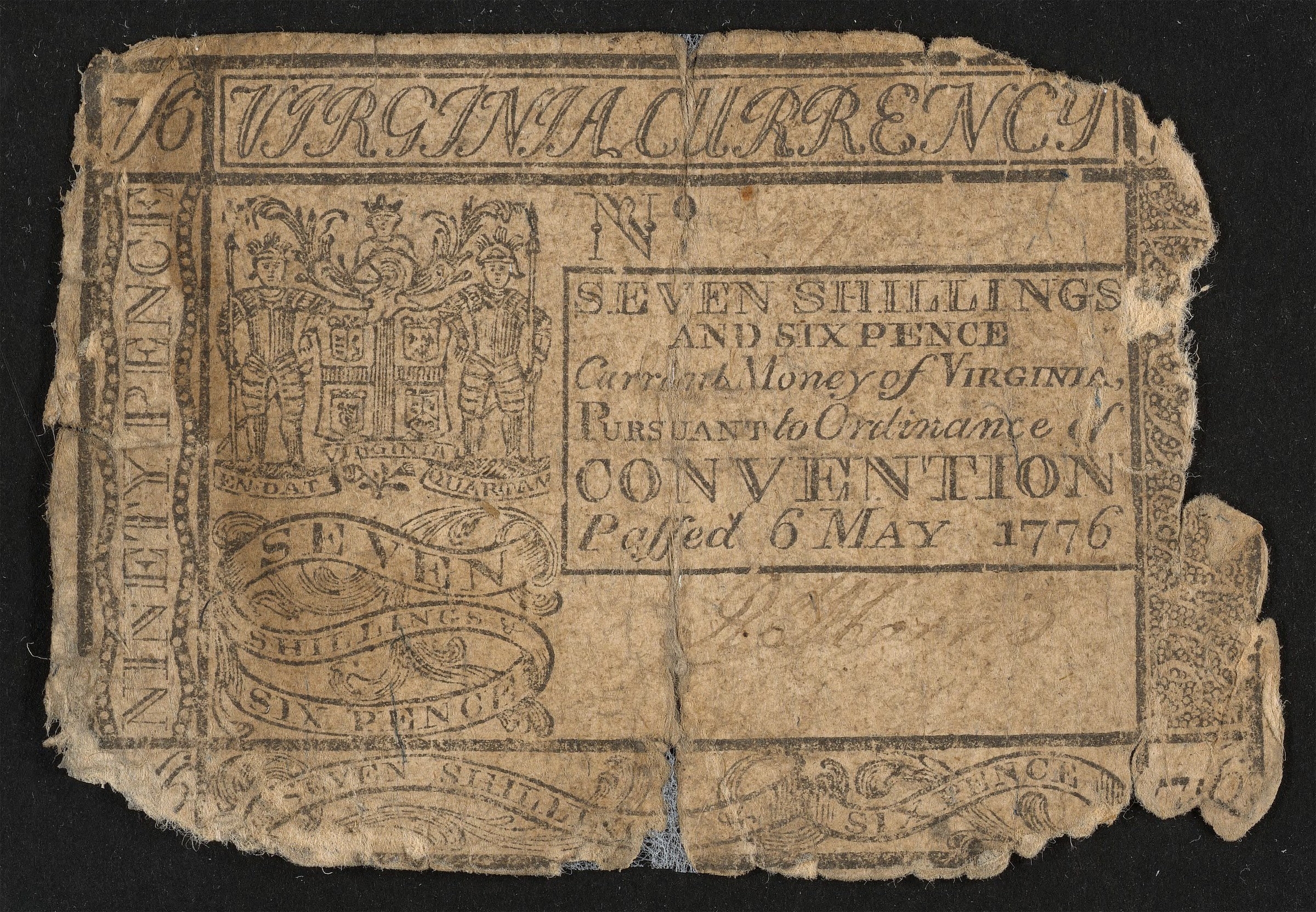
Một tờ tiền giấy năm 1776 do Virginia phát hành trị giá 7 shilling và pence.

Đồng bảng Virginia (tiếng Anh: Virginia pound) là tiền tệ của Thuộc địa Virginia cho đến năm 1793. Ban đầu, đồng bảng Anh được lưu hành cùng với ngoại tệ, được bổ sung từ năm 1755 bằng tiền giấy địa phương. Mặc dù những tờ tiền này có mệnh giá bằng £sd, nhưng chúng có giá trị thấp hơn đồng bảng Anh, vì vậy 1 shilling Virginia bằng 9d bảng Anh.

## Pháp luật thuộc địa
Năm 1645, cơ quan lập pháp của Thuộc địa Virginia cấm trao đổi hàng hóa và định giá đồng đô la Tây Ban Nha hoặc đồng mãnh tám ở mức 6/–. Cơ quan lập pháp năm 1655 chính thức phá giá đồng đô la Tây Ban Nha xuống 5/-.

## Tiền xu Virginia
Đồng tiền "chính thức" đầu tiên ở Bắc Mỹ thuộc Anh được Thuộc địa Virginia phát hành vào năm 1775, mặc dù chúng có niên đại là năm 1773. Lý do là Viện Burgesses Virginia đã yêu cầu đúc tiền trong vài năm và Vua George III cuối cùng đã đồng ý vào năm đó.
Năm tấn tiền xu đã được gửi đến thuộc địa trên con tàu kéo Virginia và hầu hết số tiền xu này đã được phân phối ngay trước khi Cách mạng Hoa Kỳ bùng nổ vào tháng 4 năm 1775. Chúng được coi là loại tiền đúc của Thuộc địa Mỹ có giá cả phải chăng nhất.

## Tiền tệ lục địa
Bang Virginia đã phát hành tiền lục địa có mệnh giá bằng £sd và đô la Tây Ban Nha, với 1 đô la = 6/–. Đồng tiền lục địa được thay thế bằng đồng đô la Mỹ với tỷ giá 1000 đô la lục địa = 1 đô la Mỹ.